# Studio FOW
Studio FOW（スタジオフォー）は、北アメリカに拠点を置くポルノグラフィー制作プロダクション。ビデオゲームのキャラクターをフィーチャーしたアニメーションを制作するスタジオとして知られており、主にハイ・ファンタジーを舞台に、コンピューターアニメーションによるハードコアポルノ・コンテンツという特徴を持つ。また、FOW Interactiveという商号を持つゲームクリエイターでもある。

## 著名な作品

### コンピュータゲーム
- 『Subverse（英語版）』